# ۶۹۰ (پیش از میلاد)
۶۹۰ (پیش از میلاد) ۶۹۰مین سال قبل از تقویم میلادی است.